# Зойца
Зойца (рум. Zoița) — село у повіті Бузеу в Румунії. Входить до складу комуни Зідурі.
Село розташоване на відстані 119 км на північний схід від Бухареста, 21 км на північний схід від Бузеу, 80 км на захід від Галаца, 117 км на схід від Брашова.

## Населення
За даними перепису населення 2002 року у селі проживали 611 осіб. Усі жителі села рідною мовою назвали румунську.
Національний склад населення села:
| Національність | Кількість осіб | Відсоток |
| -------------- | -------------- | -------- |
| румуни         | 566            | 92,6%    |
| цигани         | 45             | 7,4%     |